# Сан Пјетро (Кјети)
Сан Пјетро (итал. San Pietro) је насеље у Италији у округу Кјети, региону Абруцо.
Према процени из 2011. у насељу је живело 375 становника. Насеље се налази на надморској висини од 281 м.